# ラームナガル城

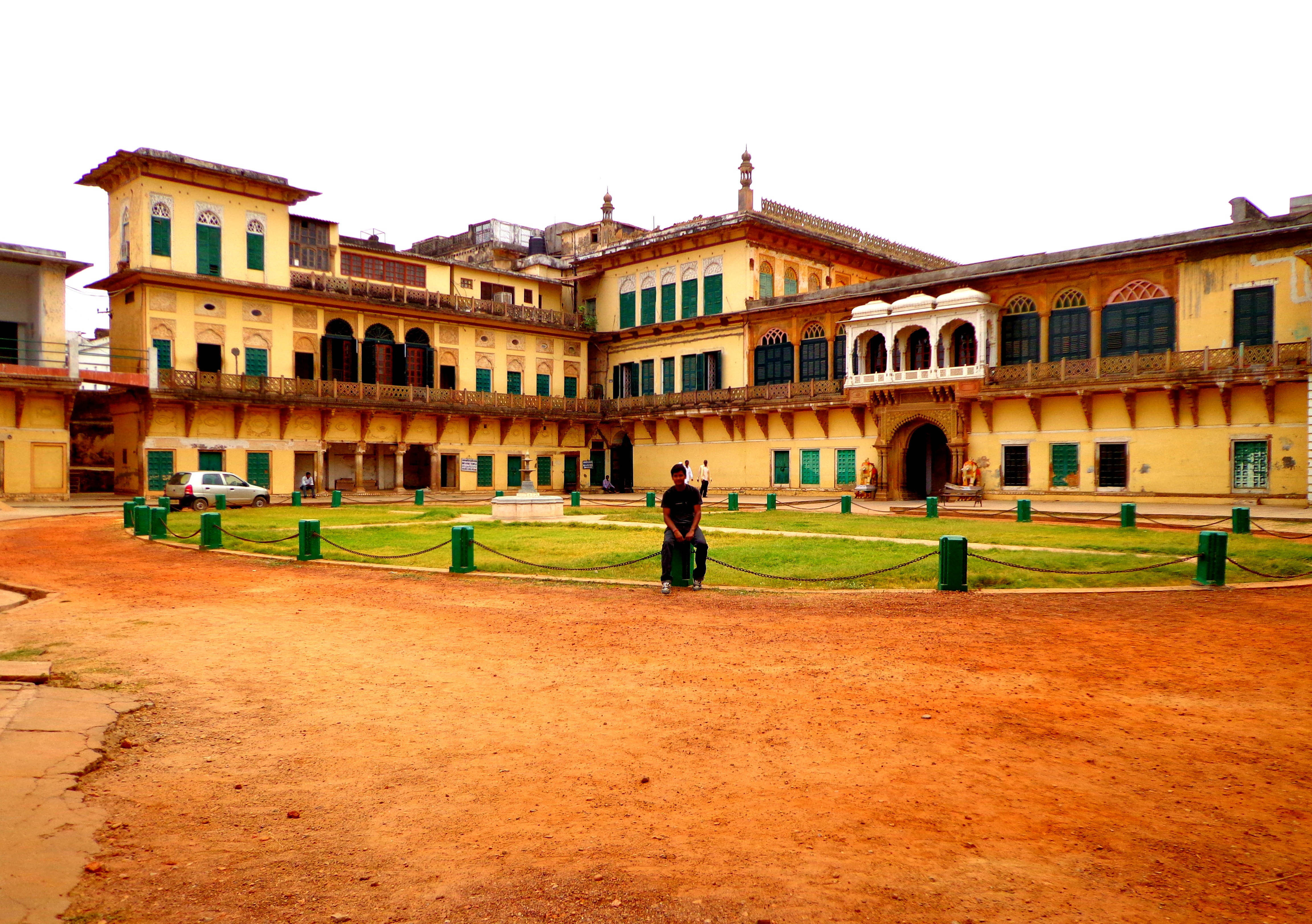
ラームナガル城

ラームナガル城（ラームナガルじょう、ヒンディー語：रामनगर किला、英語：Ramnagar Fort）は、インドのウッタル・プラデーシュ州、ヴァーラーナシー県の都市ラームナガルに存在する城塞。

## 歴史
1750年、ヴァーラーナシーの領主バルワント・シングによって建設された。